# Justo Durán
Justo Leónidas Durán Gómez (Oiba, 23 de febrero de 1859-Córdoba, 6 de febrero de 1924) fue un político y militar colombiano, miembro del Partido Liberal Colombiano.
Llegó a ser general. Participó en las guerras civiles de 1884-1885, en la guerra civil de 1895 y en la Guerra de los Mil Días.

## Homenajes
El municipio de Durania (Norte de Santander) fue nombrado en su honor.Así mismo el Congreso Nacional honró su memoria con la Ley 13 de 1924 y ordenó colocar un óleo de su retrato en el salón de sesiones del Senado. Además, por la Ley 65 de 1927, ordenó erigir su busto en Cúcuta.